# Ефемероиди
Ефемероиди (на старогръцки: ἐφημερίς – на ден, ежедневен) са група тревисти многогодишни растения, за които е характерна есенно-зимно-пролетна вегетация. През сухата и топла част на годината са в състояние на покой във вид на семена или луковици, клубени, коренища. Продължителността на вегетация на ефемероидите в умерените области е до 1 – 2 месеца през пролетта (кокиче, лале, зюмбюл, нарцис и др.) и от 2 – 3 до 7 – 8 месеца в аридните области (острица, метличина и др.), като оптималният им ръст е през пролетта и някои от тях имат важно значение за пасищното животновъдство в Средна Азия и Казахстан. Продължителността на вегетацията на ефемероидите в лесостепите (сибирски синчец, луковична анемона и др.) е до 2 месеца, предимно преди разлистването на дърветата. Цъфтежът и плододаването заемат голяма част от периода на вегетация, а повечето цъфтят преди разлистването.
Съществуват и подобни на ефемероидите едногодишни растения – ефемери, при които умира цялото растение.